# Versicherungsfachmann
Versicherungsfachmann/-frau (offiziell Geprüfte/-r Versicherungsfachmann/-frau IHK, ehemals Versicherungsfachmann/-fachfrau (BWV)) ist ein Ausbildungsstandard in der Versicherungsbranche.

## Berufsbild
Die Qualifikation zum Versicherungsfachmann ist eine der Voraussetzungen zur Ausübung des Berufs Versicherungsvermittler nach § 34d GewO sowie für den Versicherungsberater nach § 34e GewO.

## Rechtliches
Mit Umsetzung der EU-Richtlinie 2002/92/EG über Versicherungsvermittlung (Europäische Vermittlerrichtlinie) in deutsches Recht zur Neuregelung des Versicherungsvermittlerrechts vom 25. Oktober 2006 (Bundestagsdrucksache Nr. 16/3162) wird vorgeschrieben, dass Versicherungsvermittler nach § 34d Abs. 2 Nr. 4 GewO eine geeignete Sachkundeprüfung zur Ausübung derartiger Dienstleistungen nachzuweisen haben.

## Prüfung
Die Prüfung zum Versicherungsfachmann wurde von März 1991 bis September 2007 vom Berufsbildungswerk der Deutschen Versicherungswirtschaft (BWV) abgenommen. Zwischen 1991 und 2007 (inkl. Prüfung Juni 2007) haben insgesamt 138.945 Kandidaten an der Prüfung zum Versicherungsfachmann (BWV) teilgenommen. Davon haben 107.966 Teilnehmer die Prüfung bestanden.
Seit September 2007 wird die Prüfung von den örtlichen Industrie- und Handelskammern (IHK) mit dem Berufsbildungswerk der Deutschen Versicherungswirtschaft als Dienstleister durchgeführt. Der Nachweis einer derartigen abgelegten Prüfung gilt als Sachkundenachweis gemäß § 34d Abs. 2 Nr. 4 der Gewerbeordnung und ist eine der Qualifikationen, die Versicherungsvermittler zur Erteilung der Gewerbeanmeldung benötigen.
Die Prüfung besteht aus einem schriftlichen Prüfungsteil und einem praktischen Prüfungsteil. Bei dem praktischen Prüfungsteil handelt es sich um die Simulation eines Kundenberatungsgespräches. Der Kandidat soll nachweisen, dass er in der Lage ist, die Situation des Kunden bezüglich Absicherung und Vorsorge zu analysieren, eine angemessene Lösung zu entwickeln und ein Beratungsgespräch zu führen. Nach erfolgreich abgelegter Prüfung vor der IHK erhält der Kandidat die Bescheinigung, dass er die Sachkundeprüfung „Geprüfte/r Versicherungsfachmann/-frau IHK“ erfolgreich abgelegt hat und damit die erforderliche Qualifikation zur Ausübung des Gewerbes als Versicherungsvermittler erworben hat.

## Dauer und Kosten
Die Ausbildung wird berufsbegleitend, d. h. üblicherweise im Rahmen einer praktischen versicherungsspezifischen Tätigkeit durchgeführt und dauert zwischen 12 und 24 Monaten. Am Ende stehen eine abschließende schriftliche und eine praktische (mündliche) Prüfung. Die Kosten der IHK-Prüfung belaufen sich auf durchschnittlich 250 bis 350 Euro. Die Ausbildungskosten von ca. 750 bis 1650 Euro, je nach Seminarart (für Online-Seminare, Schulungen, Material etc.), kommen zu dieser Summe hinzu. Bei Einfirmen- und Konzernvertretern (Ausschließlichkeitsvermittlern) werden die Ausgaben häufig von dem Versicherungsunternehmen getragen.